# NRP Douro (D332)
NRP Douro (D332) foi um contratorpedeiro da Marinha Portuguesa, da classe Vouga.

## História
A embarcação foi lançada ao mar em 15 de Agosto de 1934 e comissionada em Fevereiro de 1936. O navio alcançava 36 nós de velocidade máxima sendo um dos mais rápidos da Marinha de Guerra Portuguesa.
Foi utilizado durante a Guerra Civil de Espanha (1936-1939) desempenhando importante missão na evacuação de civis portugueses de Espanha.

## Modernização (1946)
O NRP Douro passou por uma primeira remodelação em 1946 no estaleiro Yarrow em Scotstoun, Glasgow, na Escócia quando seu armamento foi actualizado que passou a ser o seguinte:
- 3 peças para fogo de superfície W.G. Armstrong fabricados no Reino Unido de 120 mm, alcance de 3,5 mn.
- 4 peças AA/superfície modelo Mk4 de 20 mm , alcance de 1,1 mn.
- 1 tubos lança-torpedos quádruplos de 520 mm, para torpedos tipo Mark IV fabricados no Reino Unido, alcance de 5,5 mn a 36 nós/7,0 mn a 30 nós (não direccional, para ataque de superfície).
- 4 lançadores K-gun Mk6 para cargas de profundidade, lançamento vertical.[2]

Na mesma oportunidade foram instalados um radar de aviso aéreo e substituído o telémetro óptico por um radar de artilharia. Foram também modernizados os sistemas de artilharia de superfície e os equipamentos de comunicações. O mastro de vante foi substituído por um mastro trípode e sua chaminé de ré foi diminuída.

## Desactivação
Portugal faz parte da Organização do Tratado do Atlântico Norte desde a sua fundação em 1949. Os navios da Classe Vouga sofreram uma segunda remodelação em 1957, para acompanharem tecnologicamente os demais contratorpedeiros dos países participantes da NATO. O NRP Douro (D332) foi excluído desta modernização devido ao seu estado de conservação. O navio de guerra foi descomissionado em 1959 para na sequência ser desmantelado.